# Cubase

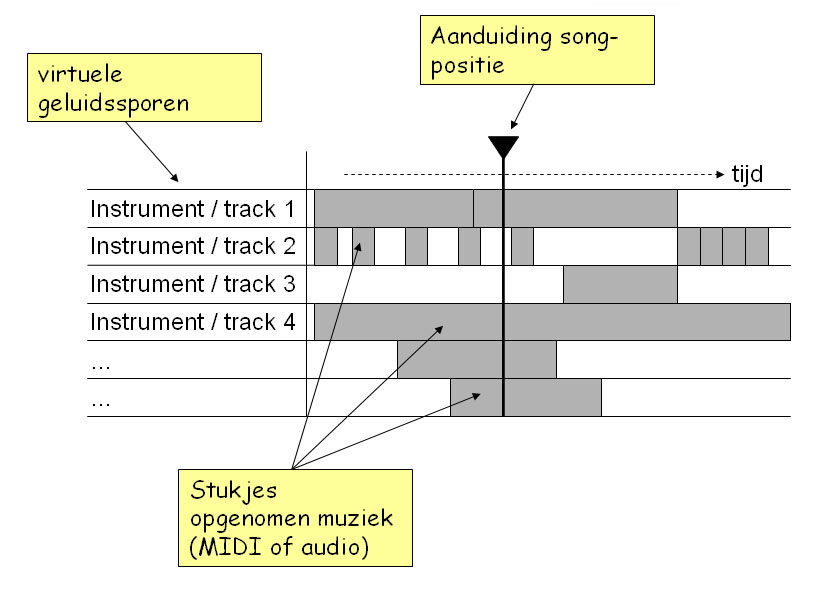
Schematische weergave van Cubase

Cubase is software voor digitale MIDI- en audio sequencing en -editing. Het is een digitaal audiomontagesysteem dat aanvankelijk ontwikkeld werd voor de Atari ST-computer, maar tegenwoordig ook werkt onder Microsoft Windows en op de Apple Macintosh. Cubase is de verzamelnaam voor verschillende versies van de Cubase-software, te weten de originele Cubase, Cubase Virtual Studio Technology (VST) en Cubase SX.
Met Cubase kan MIDI-nootinformatie worden opgenomen, bewerkt en afgespeeld voor elk digitaal instrument dat MIDI ondersteunt. Tevens kan er sinds de VST-versie van Cubase rechtstreeks audio worden opgenomen, bewerkt en afgespeeld. De muziek wordt in zogenaamde Parts (partijen) als relatief eenvoudig te bewerken stukjes muziek per digitaal spoor getoond, die dan gezamenlijk kunnen worden samengevoegd in een Song of Arrangement.
Software als Cubase is tegenwoordig de standaard waar het gaat om professionele studioproducties voor alle soorten audio.
Met de zogenaamde VST-plug-ins, een groot aantal software-audio-effectsprocessoren en virtuele instrumenten waarmee Cubase VST en SX naadloos samenwerken is diverse mix- en mastering mogelijk.

## Versies

#### Huidige uitvoeringen
- Cubase Pro 14 (2025)
- Cubase 12 (2022)

#### Oudere uitvoeringen
Versie 7
- Cubase 7: een verder geëvolueerde Cubaseversie met onder andere een grondig gereviseerde MixConsole, uitgebracht op 5 december 2012.
- Cubase 7 Artist: de uitgeklede versie van Cubase 7 is eveneens op 5 december 2012 uitgebracht.
- Cubase 7 Elements: de meest uitgeklede versie van Cubase 7 is op 17 juni 2013 uitgebracht.

Versie 6 2011
- Cubase 6: volledige versie met als nieuwe onderdelen o.a. VST 3.5, Note Expression en Hitpoint detection (uitgebracht op 13 januari 2011; update naar 6.5 sinds 29 februari 2012)
- Cubase 6 Artist: vervanger van Cubase 5 Studio, een uitgeklede versie van Cubase 6 (uitgebracht op 13 januari 2011).(update naar 6.5 sinds 29 februari 2012)
- Cubase 6 Elements: vervanger van Cubase 5 Essential; dit is de meest uitgeklede versie van Cubase 6 (uitgebracht op 23 mei 2011)).

Versie 5 2009
- Cubase Studio 5: Deze versie van Cubase heeft veel overeenkomsten met Cubase 5, maar heeft een aantal functies minder. Zo ondersteunt hij onder andere geen Surround Sound en is het arsenaal VST-instrumenten en plug-ins beperkt.
- Cubase 5: Dit is de meest uitgebreide versie van Cubase. Cubase 5 wordt algemeen aanvaard als de meest innovatieve versie sinds Cubase VST. De belangrijkste nieuwigheden zijn tools voor Vocal Editing (Vari-Audio) en toonhoogtecorrectie, naast de eerste VST3-reverb-processor (Reverence).
- Cubase Essential 5: vervanger van Cubase Essential 4. Dit was de meest uitgeklede versie van Cubase 5.

Versie 4 had buiten Cubase 4 en Cubase Studio 4 een aantal specifieke versies: (2006)
- Cubase LE4: Deze versie wordt meegeleverd bij bepaalde audio-interfaces en is niet los verkrijgbaar. Upgraden naar nieuwere versies is mogelijk.
- Cubase AI4: Dit is de versie die bij bepaalde Yamaha-producten geleverd wordt en een aantal aanvullende functies heeft, die specifiek zijn toegespitst op de Yamaha-producten.
- Cubase Essential 4: Essential was de simpelste en goedkoopste versie van Cubase die los verkrijgbaar was.
- Cubase sx 3 (volledig) ,Cubase sl3 (uitgekleed), Cubase se3 (nog verder uitgekleed)(2004)
- Cubase sx 2 (volledig) ,Cubase sl2 (uitgekleed), (2003)
- Cubase sx 1 (volledig) ,Cubase sl1 (uitgekleed), (2002)

## Geschiedenis
Ontwikkeld door Steinberg, kende het programma in de jaren 80 van de twintigste eeuw zijn eerste verschijningsvorm op de Atari ST-computer als "Pro 24". Daarna, in de jaren 90, is het programma doorontwikkeld en werd de naam veranderd in Cubase. Cubase wordt door velen beschouwd als de oermoeder van digitale editing- en sequencing-software.
Aanvankelijk was het uitsluitend een MIDI-sequencer voor de Atari ST, die in die tijd moest concurreren met hardware-sequencers als die van Alesis en Roland. De Atari ST-computer werd echter zeer populair onder muzikanten vanwege de standaard ingebouwde MIDI-poorten. Met dat succes wist Cubase mee te liften.
Toen Cubase later audio ging ondersteunen, waardoor er ook live-opnames mee konden worden gemaakt, was Cubase een tijd lang in trek bij professionele musici en studio's, met name op die plekken waar een Atari (Mega)ST of een pc stond (Apple had inmiddels eigen software ontwikkeld). Later werd er ook door andere leveranciers digitale midi- en audio-sequencing- en -editingsoftware ontwikkeld ('Live' (Ableton), 'Reason' (Propellerhead), 'Fruityloops' (Image-Line), en vele andere). Qua uiterlijk zijn er overeenkomsten: de digitale sporen worden in rijen weergegeven en er loopt een song-locator van links naar rechts tijdens het afspelen en opnemen van de muziek. De muziek zelf wordt grafisch weergegeven door (al dan niet gekleurde) blokjes. Dit uiterlijk kan op het conto van Cubase worden geschreven.